# Мерфи, Кэрил
Кэрил Мерфи (англ. Caryle Murphy, род. 16 ноября 1946 года) — американская журналистка, специализирующаяся на освещении политического и социального положения в странах Ближнего Востока и Африки. Её материалы из оккупированного Кувейта отмечены Пулитцеровской премией 1991 года.

## Биография
Уроженка коннектикутского города Хартфорд Кэрил Мерфи посещала массачусетскую высшую школу в Милтоне. К 1968 году в вашингтонском Тринити-колледже она получила степень бакалавра наук с отличием, после чего несколько лет провела учителем английского языка в Колледже Святой Сесилии в кенийском городе Ньери.
В 1972 году Мерфи приняли в еженедельную газету Enterprise в качестве штатного репортёра. Через два года она переехала в Анголу, чтобы писать для Washington Post, Newsweek, NBC, Sunday Times в качестве стрингера. За её освещение Гражданской войны власти выдворили журналистку из страны, и к 1976 году она присоединилась к редакции Washington Post в округе Фэрфакс на постоянной основе. Через год Мерфи стала международным корреспондентом издания в Южной Африке. Она освещала последствия восстания в Соуэто и убийства полицией борца за права южноафриканцев Стива Бико.
В 1982 году Мерфи вернулась в США и в течение трёх лет вела репортажи из Вашингтона. Позднее журналистка переехала в Виргинию, где возглавила филиал Washington Post в Алегзандрии. В этот период внимание репортёра было сосредоточено на иммиграционной политике правительства, деятельности федерального суда США и религиозной тематике. Работая по профессии, она одновременно проходила магистерскую программу по международным отношениям в Университете Джонса Хопкинса, которую окончила в 1987 году.
В 1989 году журналистка получила позицию на Ближнем Востоке. Через год она освещала события в захваченном Кувейте, оставшись единственным американским корреспондентом после ввода иракских войск. В течение 26 дней она была вынуждена скрываться от оккупантов и отправлять свои депеши с выезжавшими из страны. В 1991 году её работу отметило жюри Пулитцеровской премии за международный репортаж.
Выехав из Кувейта в Саудовскую Аравию, журналистка продолжила работу в регионе. Так, она присоединилась к команде репортёров Washington Post, которая освещала войну в Персидском заливе. В 1994 году Мерфи стала стипендиатом Гранта Эдварда Мерроу от Совета по международным отношениям в Нью-Йорке. В 2005 году журналистка три месяца работала в Багдаде, но уже в 2006-м покинула штат Washington Post. С 2008 по 2011 год она провела в Эр-Рияде, где продолжила свою карьеру в качестве независимого обозревателя для Christian Science Monitor, GlobalPost, National и других изданий. Одной из основных тем её статей в этот период стало освещение жизни молодёжи и женщин в странах Персидского залива. Её поездка была осуществлена при поддержке гранта Пулитцеровского центра репортажей о кризисных происшествиях.

## Признание и книги
В 2002 году журналистка издала свою первую книгу «Страсть к исламу» (англ. Passion for Islam), исследующую корни религиозного экстремизма на Ближнем Востоке и современное развитие ислама. С 2011 по 2012 год она работала над программами Ближнего Востока в Международном центре учёных имени Вудро Вильсона. Исследования помогли журналистке к 2013-му закончить вторую книгу «Будущее королевства: Саудовская Аравия глазами двадцатилетних» (англ. A Kingdom's Future: Saudi Arabia Through the Eyes of Its Twentysomethings).
Помимо Пулитцеровской премии, репортёрская работа Мерфи отмечена:
- Наградой за мужество от Международного фонда женских СМИ (1990)[5];
- Премией Джорджа Полка (1991)[5];
- Премией Эдварда Вайнтала за журналистику от Джорджтаунского университета (1991)[5];
- Премией Роберта Кеннеди за журналистику[англ.] (1994)[5];
- Грантом Эдварда Мароу от Совета по международным отношениям (1970)[9];